# Tehnološki park Industrije nafte "Petica"
Tehnološki park Industrije nafte "Petica", kompleks zgrada u mjestu Graberje Ivanićko i općini Ivanić-Grad, zaštićeno kulturno dobro.

## Opis
Zgrada je iz 20. stoljeća u Graberju Ivanićkom.

## Zaštita
Pod oznakom P-5556 zavedena je kao nepokretno kulturno dobro - pojedinačno, pravna statusa zaštićena kulturnog dobra, klasificirano kao "kulturno-povijesna cjelina".